# Luigi Ferretti
Luigi Ferretti (Roma, 21 febbraio 1836 – Roma, 7 luglio 1881) è stato un poeta italiano.

## Biografia
Ingegnere e soprintendente alle scuole municipali di Roma, era figlio di Jacopo Ferretti, l'amico e consuocero di Giuseppe Gioachino Belli, e di Teresa Terziani, nipote del compositore Gustavo. Fu autore di garbati e piacevoli sonetti romaneschi che cominciò a scrivere dopo i quarant'anni. L'occasione gli fu fornita, come egli stesso scrisse in una lettera a Luigi Morandi, da un incidente scolastico causato da un suo amico. Obbligato a scrivergli, in virtù del suo ufficio, il Ferretti redasse la lettera burocratica in versi romaneschi, creando così il suo primo sonetto.
Definito dal Morandi continuatore, non imitatore del Belli, Ferretti fu abile lettore dei sonetti del grande poeta. Pubblicò tre raccolte di poesie.

## Opere
- La duttrinella. Cento sonetti in vernacolo romanesco, Firenze, Tip. Barbèra, 1877;
- Centoventi sonetti in dialetto romanesco, a cura di Luigi Morandi, Firenze, Barbèra, 1879;
- Sansone. Ottave in vernacolo romanesco, Roma, Tip. Forzani e comp., 1880.